# Compagnie des habitants
La Compagnie des Habitants è stata una compagnia mercantile della Nuova Francia tra il 1645 e il 1663. Fondata da coloni della Nuova Francia, la Compagnia dei Cento Associati cedette il monopolio del commercio di pellicce a tutti gli abitanti, anche se furono pochi a beneficiarne. Il costo del monopolio era l'equivalente delle spese amministrative della colonia più una rendita di 1000 livres.
Già dagli anni cinquanta la compagnia trovò gravi difficoltà e nel 1663 fu sciolta quando la Nuova Francia passò sotto diretto controllo reale.